# 烏爾 (堪薩斯州)
烏爾（英語：Uhl）是位於美國堪薩斯州史密斯縣的一個鬼鎮。

## 歷史
烏爾的郵政局於1886年設立，直到1891年結束營運。

## 地理
烏爾所處的海拔為高於海平面532米（即1745英呎），而該地所採用的時區為UTC-6，即北美中部時區（CST）。同時該地設有夏令時間，為UTC-6調快一小時，即UTC-5（CDT）。